# Lion's Cup 1983
Lion's Cup 1983 — тенісний турнір, що проходив на закритих кортах з килимовим покриттям у Токіо (Японія). Належав до Світової чемпіонської серії Вірджинії Слімс 1983. Тривав з 21 до 27 листопада 1983 року.

## Фінальна частина

### Одиночний розряд, жінки
Мартіна Навратілова —  Кріс Еверт 6–2, 6–2
- Для Навратілової це був 27-й титул за сезон і 177-й — за кар'єру.